# Gösta Josefsson
Gösta Josefsson (i riksdagen kallad Josefsson i Halmstad), född 27 januari 1914 i Snöstorps församling, död 9 november 1982 i Halmstad, var en svensk länsarbetsdirektör och politiker (socialdemokrat). 
Josefsson var ledamot av riksdagens andra kammare 1964-1970, invald i Hallands läns valkrets.

## Övriga utnämningar
- Under 1930-talet ordförande för Sveriges Socialdemokratiska Ungdomsförbund i Halland där han aktivt propagerade emot nazismen, den s.k. nationella rörelsen i Sverige
- Diplomerad socionom från Socialhögskolan i Stockholm 1947
- Ordförande i socialdemokratiska partidistriktet i Halland (under 1950 - 60-talet)
- Ledamot och ordförande i stadsfullmäktige i Halmstad (under 1950 - 60-talet)
- Ordförande i skolstyrelsen i Halmstad (under 1950 - 60-talet)
- Ledamot och ordförande i förvaltningsutskottet i Hallands läns landsting (under 1950 - 60-talet)
- Ledamot av finansutskottet och justitieutskottet i Sveriges riksdag
- Länsarbetsdirektör i Värmland 1973 - 1978

## Familj
- Gift 1950 med Stina Agestam, legitimerad sjuksköterska (Sophiahemmet), socionom från Socialhögskolan i Stockholm 1948 och kurator (socialt arbete), född 20 maj 1918, död 26 december 2008 i Kalmar
- Son Carl Helge Josefsson, född 23 januari 1955, civilekonom DHS, jur. kand.